# Pružinská Dúpna jaskyňa
Pružinská Dúpna jaskyňa je přírodní památka v katastrálním území obce Pružina v okrese Považská Bystrica v Trenčínském kraji na Slovensku. Území bylo vyhlášeno v roce 1994. Předmětem ochrany je jeskyně, v období od 1. května do 31. října volně přístupná.